# Incidente della Contea di Marshall
Per incidente della Contea di Marshall o incidente di Val Johnson s'intende un presunto incontro con un UFO, avvenuto nel 1979 in USA nella contea di Marshall in Minnesota, che ha avuto come protagonista il vice-sceriffo Val Johnson. 

## Cronologia degli eventi
Nella notte del 27 agosto 1979 il vice-sceriffo Val Johnson era di pattuglia sulla Strada Nazionale 5 con l'auto di servizio, una Ford 1977 LTD. Intorno alle ore 1.40 giunse vicino all'incrocio con la Strada Nazionale 220 e vide una forte luce alla sua sinistra, dietro una fila di alberi, che non poteva provenire dai fari di un'automobile. Pensando che potesse trattarsi di un aereo di trafficanti di droga canadesi, il vice-sceriffo decise di andare a vedere, senza avvisare i colleghi e il suo superiore. Arrivato all'incrocio girò a sinistra e vide una specie di sfera luminosa del diametro apparente di 8-12 pollici (24-36 cm) sospesa ad un'altezza di 3-4 piedi (90-120 cm) dal terreno, che venne incontro alla sua vettura avvolgendola completamente di luce in un secondo; l'ufficiale di polizia sentì il rumore di un vetro rotto e perse i sensi. Johnson riprese coscienza dopo circa 39 minuti; alle 2:19 chiamò aiuto con la radio dell'auto. Un suo collega si recò subito sul posto e trovò l'auto del vice-sceriffo che era messa di traverso sulla strada e presentava diversi danni: il faro sinistro era rotto, il parabrezza era lesionato dall'alto in basso e presentava un foro, sul tetto dell'auto c'era un'ammaccatura circolare, uno dei lampeggiatori rossi di emergenza sul tetto presentava un foro e due delle tre antenne radio erano piegate; la batteria dell'auto era scarica e l'orologio della vettura era indietro di 14 minuti. Johnson aveva un segno rosso sulla fronte, sentiva dolore agli occhi, era disorientato e in stato di shock; l'orologio che aveva al polso era anch'esso indietro di 14 minuti. Il vice-sceriffo fu portato in ospedale e visitato da un oculista, che diagnosticò un'irritazione agli occhi dovuta all'esposizione ad una forte luce; Johnson guarì in pochi giorni.

## Inchiesta e spiegazioni
Lo sceriffo Dennis Brekke, superiore di Johnson, affidò l'inchiesta agli agenti Everett Doolittle (a cui Johnson fece rapporto) e Greg Winskowski e decise di richiedere la collaborazione del CUFOS, che inviò sul posto Allan Hendry. L'ufologo chiese a Meridan French, specialista della Ford, di esaminare l'auto. French disse che i danni erano dovuti a forze meccaniche piuttosto che termiche ed erano simili a quelli che sarebbero stati prodotti da un martello o un oggetto molto duro; tuttavia non era chiaro come si sarebbero prodotti simultaneamente e concluse che i danni erano stati causati da forze meccaniche sconosciute. Le antenne furono invece esaminate da un ingegnere della Honeywell, che rilevò che non presentavano tracce di impatto fisico né di esposizione a sorgenti di calore. Hendry pensò che l'auto potesse essere stata esposta ad un intenso campo magnetico ed effettuò misurazioni con un magnetometro; l'esame non rivelò nulla di anomalo. Dato che Johnson al momento dell'incidente non indossava la cintura di sicurezza, Hendry concluse che avesse perso conoscenza urtando la testa contro il cruscotto dell'auto. L'ufologo ipotizzò che l'irritazione agli occhi di Johnson potesse essere stata causata da radiazioni ultraviolette, ma quest'ipotesi non gli sembrò attendibile, perché: il parabrezza era ricoperto da una copertura in vinile, che era in grado di schermare completamente i raggi ultravioletti; il vice-sceriffo portava gli occhiali, che gli assicuravano una protezione supplementare; Johnson non presentava sul viso tracce di scottature, che normalmente dovrebbero essere presenti in caso di esposizione ai raggi ultravioletti. 
Johnson rifiutò di sottoporsi all'esame con il poligrafo. Data la perdita di coscienza, gli fu richiesto di sottoporsi all'ipnosi regressiva per indagare su un possibile rapimento alieno, ma il vice-sceriffo rifiutò anche questo. 
L'inchiesta della polizia concluse che i danni all'auto erano dovuti a cause sconosciute e il caso fu archiviato.
L'incidente di Johnson ebbe una grande risonanza. Fu avanzata l'ipotesi di un fulmine globulare, che spiegherebbe alcune cose (la batteria dell'auto scarica, l'arresto degli orologi e l'irritazione agli occhi per abbagliamento) ma non altre (i danni meccanici all'auto). Per gli ufologi sarebbe da scartare anche l'ipotesi della collisione con un altro veicolo, con un velivolo o con un pallone aerostatico usato per indagini scientifiche, come ipotizzato da qualcuno; i danni sarebbero stati causati in qualche modo da un UFO.
Per lo storico dell'ufologia Jerome Clark, quello di Val Johnson sarebbe uno dei dieci incontri di UFO più importanti della storia. Secondo gli scettici, il presunto oggetto luminoso descritto da Johnson era troppo piccolo per essere un veicolo extraterrestre; d'altra parte, il vice-sceriffo non ha riportato di avere visto altro. I danni all'auto inoltre sarebbero strani. Sulla vicenda, lo scettico Philip J. Klass ha scritto che si possono fare due ipotesi:
- o si crede che gli extraterrestri: avrebbero danneggiato a colpi di martello un faro, il parabrezza e il tetto della vettura e piegato le antenne radio; avrebbero messo indietro gli orologi dell'auto e di Johnson; avrebbero tolto gli occhiali a Johnson per dirigergli sugli occhi una fonte di raggi ultravioletti evitando il viso e poi glieli avrebbero messi a posto;
- oppure si crede che tutta questa storia è una messa in scena[6].

L'ipotesi della messa in scena è stata contestata sia dagli ufologi, secondo cui non c'è evidenza di questo, che dallo sceriffo Brekke, superiore di Johnson, che ha affermato che il suo vice-sceriffo non era il tipo da organizzare una frode e soprattutto non ne avrebbe tratto alcun vantaggio, potendo mettere a rischio il suo lavoro nella polizia. Klass ha però ribadito la sua ipotesi, affermando che si basa sull'interpretazione dei fatti e che gli ufologi non sono stati in grado di avanzare un'ipotesi alternativa che spieghi questi fatti in modo coerente. Un'altra ipotesi è che qualcun altro abbia danneggiato deliberatamente l'auto mentre Johnson aveva perso conoscenza a causa dell'incidente, ma ciò non viene considerato credibile dall'ufologo Bruce Maccabee.